# Phengodes bella
Phengodes bella is een keversoort uit de familie Phengodidae. De wetenschappelijke naam van de soort is voor het eerst geldig gepubliceerd in 1913 door Barber.